# Diana Widmaier Picasso
Pour les articles homonymes, voir Picasso (homonymie).
Diana Widmaier-Ruiz-Picasso, née le 12 mars 1971 à Marseille, est une historienne de l'art, spécialiste d’art moderne. Elle est la petite-fille de Pablo Picasso.

## Biographie

### Famille et vie privée
Diana Widmaier-Ruiz-Picasso est la fille de Maya Picasso et la petite-fille de Marie-Thérèse Walter, et de Pablo Picasso,.
Elle a une fille, Luna, née en avril 2017.

### Formation et carrière
Après une maîtrise en droit privé à l’université Paris-Assas et une maîtrise en histoire de l'art à l’université Paris-Sorbonne — son mémoire porte sur le marché de l'art en France au XVIIe siècle —, Diana Widmaier-Ruiz-Picasso décide de se spécialiser dans les dessins anciens. Elle participe à plusieurs expositions muséales (Metropolitan Museum à New York, Institut néerlandais à Paris) et devient expert en dessins anciens chez Sotheby’s à Londres et à Paris pendant trois ans.
Diana Widmaier-Ruiz-Picasso est également la directrice artistique et cofondatrice avec Roy Sebag d’une ligne de bijoux de 24 carats, Menē, lancée en octobre 2017 et cotée en bourse sur le TSX depuis 2018,,,.
Le 15 octobre 2017, elle reçoit l’insigne de Chevalier de l’ordre des Arts et des Lettres par l’ancien ministre de la Culture et de la Communication Jean-Jacques Aillagon. 
En 2022, elle est nommée Officier de l’ordre des Arts et des Lettres par Rima Abdul Malak, ministre de la Culture.
En mai 2023, la société Artex, qui a créé la première bourse d'actions dédiée au monde de l'art, annonce la nomination de Diana Widmaier-Ruiz-Picasso au sein de son conseil d'administration.

## DWP Éditions
Diana Widmaier-Ruiz-Picasso fonde en 2003 la société DWP Éditions afin de créer un centre de recherche sur l’œuvre de son grand-père,. Elle a organisé plusieurs expositions, et participé à des conférences présentant les résultats de ses recherches, notamment en ce qui concerne les sculptures en tôle.
Suivant le site de DWP Éditions, elle gère la collection personnelle des œuvres d'art et du fonds d'archives (documents et photographies) appartenant à Maya Ruiz-Picasso.

### Catalogue raisonné des sculptures de Pablo Picasso
Depuis 2003, elle prépare un catalogue raisonné des sculptures de Pablo Picasso avec une équipe de chercheurs : Olivia Speer et Claire Rougé. C'est un projet en quatre volumes, illustré en couleur, par un travail de recherche systématique et une compilation de données exhaustives sur les sculptures de Pablo Picasso. Plus de 2000 ouvrages en bronze, plâtre, terre-cuite, bois et carton y seront répertoriés.

## Commissariat d'expositions
- « Maya Ruiz-Picasso, fille de Pablo », Paris, Musée national Picasso-Paris, 16 avril - 31 décembre 2022[20],[21]
- « Picasso: La Scultura », Rome, Galleria Borghese, 9 octobre 2018 - 3 février 2019
- « Picasso and Maya : Father and Daughter », Paris, Galerie Gagosian, 18 octobre 2017 - 24 février 2018
- « Desire », Miami, Moore Building, Art Basel Miami Beach, 30 novembre - 4 décembre 2016[22],[23]
- « Picasso's Picassos: A Selection from the Collection of Maya Ruiz-Picasso », New York, Gagosian Gallery, 10 novembre 2016 - 18 février 2017[24],[25]
- « Picasso.mania », Paris, Galeries Nationales du Grand Palais, 7 octobre 2015 - 29 février 2016[26],[27]
- « Picasso and Marie-Thérèse: L'Amour Fou », New York, Gagosian Gallery, 14 avril - 15 juillet 2011[28],[29]

## Publications
- Maya Ruiz-Picasso, fille de Pablo, Paris, Skira, 2022
- Philippe Charlier, Diana Widmaier-Ruiz-Picasso, Picasso Sorcier, Paris, Gallimard NRF, 2022[30],[31]
- (en) Picasso and Maya: Father and Daughter, New York, Gagosian, 2019
- (en) Picasso: The Impossible Collection, New York, Assouline, 2019
- L’art ne peut être qu’érotique, Paris, Assouline, 2005  (ISBN 2-8432-3695-9)[32],[33]

### Essais et notices

#### Sur Picasso
- « A Modern Antiquity: The Series of Standing Women (1945) », Picasso Sculptor. Matter and Body (catalogue de l'exposition), Foundacion Museo Picasso Malaga / La Fabrica / Guggenheim Museum Bilbao, p. 20-27
- « Picasso et Maya / Maya et Picasso : la leçon de dessin », Maya Ruiz Picasso, fille de Pablo (catalogue de l’exposition), Musée national Picasso Paris, Paris, Skira, 2022, p. 123-127
- « Le goût de l’enfance », Maya Ruiz Picasso, fille de Pablo (catalogue de l’exposition), Musée national Picasso Paris, Paris, Skira, 2022, p. 170
- « Les memorabilia de Picasso », Maya Ruiz Picasso, fille de Pablo (catalogue de l’exposition), Musée national Picasso Paris, Paris, Skira, 2022, p. 191-198
- « La figure publique de l’artiste », Maya Ruiz Picasso, fille de Pablo (catalogue de l’exposition), Musée national Picasso Paris, Paris, Skira, 2022, p. 246
- « Marie-Thérèse Walter (1909-1977) », The Picasso Century, National Gallery of Victoria, Melbourne, Centre Pompidou, Paris, Musée national d'art moderne-Centre de création industrielle, 2022, p. 192-193
- « Picasso, Rodin et la matière », Picasso - Rodin (catalogue de l'exposition), Paris, Gallimard, 2021, p. 22-33
- « Boisgeloup », « Standing Woman », « Ceramic Bottle: Standing Woman », « Standing Woman », Picasso Ibero (catalogue de l'exposition), Centro Botin Santander, La Fabrica, Madrid, 2021, p. 142, p. 148, p. 158, p. 182
- « Tête de faune », « La porteuse de jarre », « Femme debout », « Tête de mort », « Femme accoudée », Les Louvre de Pablo Picasso (catalogue de l'exposition), musée du Louvre-Lens, Lienart éditions, Paris, 2021, p. 247, p. 287, p. 313, p. 344, p. 364
- « Picasso et le Hip-Hop », Les Musiques de Picasso (catalogue de l'exposition), Paris, Gallimard / Cité de la Musique - Philharmonie de Paris, 2020, p. 187-189
- « Picasso solaire, dans l'oeil des photographes », Picasso-Méditerranée, Musée national Picasso-Paris, In Fine éditions d'art, Paris, 2020, p. 337-342
- « Pregnant Woman: In the Work of Louise Bourgeois and Pablo Picasso », Louise Bourgeois & Pablo Picasso, Anatomies of Desire (catalogue de l'exposition), Zürich, Hauser & Wirth, 2019, p. 90-129
- « Picasso and the Revitalization of Sculpture », Picasso: The Sculpture (catalogue de l'exposition), Rome, Galleria Borghese, Milan, Officina Libraria, 2018, p. 18-45
- « Picasso and Monumental Sculpture: Chicago, 1963-1967 », Picasso: The Sculpture (catalogue de l'exposition), Rome, Galleria Borghese, Milan, Officina Libraria, 2018, p. 70-85
- « Picasso's Sculpture Studio in the Photographs of Edward Quinn », Picasso: The Sculpture (catalogue de l'exposition), Rome, Galleria Borghese, Milan, Officina Libraria, 2018, p. 86-115
- « Picasso et les photographes : d'un objectif à l'autre », Picasso, les années Vallauris (catalogue de l'exposition), Paris, Réunion des musées nationaux, 2018, p. 229-236
- « Vallauris, un terrain d'expérimentations pour la sculpture de Picasso », Picasso, les années Vallauris (catalogue de l'exposition), Paris, Réunion des musées nationaux, 2018, p. 213-227
- « Rescue: The end of a year », Picasso 1932: Love, Fame, Tragedy (catalogue de l'exposition), Londres, Tate Gallery Publishing, 2018, p. 208-233
- « Marie-Thérèse Walter, muse de Boisgeloup », Boisgeloup, l'atelier normand de Picasso (catalogue de l'exposition), Rouen, Réunion des musées métropolitains de Rouen-Normandie, Éditions Artlys, 2017, p. 80-91
- (en) « I would like to deliver a family secret... », 100 Secrets of the Art World: Everything you always wanted to know about the arts but were afraid to ask, Londres, Koenig Books, 2016, p. 106-107
- « De Rodin à Picasso : la sculpture à travers l'oeil du photographe », Une pensée pour Rodin : d'hier à aujourd'hui, ses admirateurs lui rendent hommage, Paris, Place des Victoires, 2016, p. 67-69
- « Femme aux bras écartés, du carton à la tôle », Picasso.Sculptures (catalogue de l'exposition), Paris, Musée national Picasso-Paris, Somogy, 2016, p. 270-273
- (en) « Picasso and Marie-Thérèse Walter: Erotic Passion and Mystic Union », Picasso: The Artist and his Muses (catalogue de l'exposition), Vancouver, Vancouver Art Gallery, 2016, p. 58-79
- (en) « Picasso Finished/Unfinished », Unfinished: Thoughts left visible (catalogue de l'exposition), New York, The Metropolitan Museum of Art, New Haven, Yale University Press, 2016, p. 188-193
- « Picasso et les arts : Affinités électives et influences réciproques (cinéma, danse, théâtre et art vidéo) », Picasso.mania (catalogue de l'exposition), Paris, Réunion des Musées Nationaux, 2015, p. 258-261  (ISBN 2-7118-6266-6)
- « La sculpture de Picasso et après ... », Picasso.mania (catalogue de l'exposition), Paris, Réunion des Musées Nationaux, 2015, p. 258-261  (ISBN 2-7118-6266-6)
- « Réflexions et perspectives contemporaines sur la sculpture monumentale de Picasso à partir d'un document d'archives inédit », Actes du Colloque Revoir Picasso, Colloque international du 25 au 28 mars 2015, Paris, Musée national Picasso-Paris, Grand Palais, 2015[34]
- (en) « Pablo Picasso: a tribute to american collectors », Transfigurations: Modern Masters from the Wexner Family Collection (catalogue de l'exposition), Columbus, Wexner Center for the Arts, 2014  (ISBN 1-8813-9055-1)
- (en) « Pablo Picasso's Sheet-Metal Sculptures, Vallauris 1954-1965: Design, Materials and Experimentation », Sylvette, Sylvette, Sylvette. Picasso and the Model (catalogue de l'exposition), Kunsthalle Bremen, Munich, Prestel, 2014, p. 160-197  (ISBN 3-7913-5362-4)
- « The Marie-Thérèse Years: a Frenzied Dialogue for the Sleeping Muse, or the Rebirth of Picasso’s Plastic Laboratory », Picasso and Marie-Thérèse: L’Amour fou (catalogue de l’exposition), New York, Gagosian Gallery, Rizzoli International Publications, 2011, p. 60-97  (ISBN 0-8478-3713-0)
- (en) « The provenance of Picasso’s Collection of Erotic Japanese Prints », Picasso. Secret Images and the Japanese Erotic Prints, (catalogue de l'exposition), Barcelone, Museu Picasso, Londres, Thames & Hudson, 2009, p. 90-94  (ISBN 0-5000-9354-7)
- « Ambroise Vollard et les sculptures de Picasso » De Cézanne à Picasso. Chefs-d’œuvre de la galerie Vollard (catalogue de l’exposition), Paris, Musée d’Orsay, Réunion des Musées Nationaux, 2007, p. 195-201  (ISBN 2-7118-5272-5)
- (de) « Picasso Schaffen für das Theater und die Definition der Skulptur / Picasso’s Creations for the Theatre and the Definition of Sculpture », Picasso und das Theater / Picasso and the Theatre, (catalogue de l’exposition), Francfort, Kunsthalle, Ostfildern, Hatje Cantz Verlag, 2006, p. 155-163  (ISBN 3-7757-1872-9)
- (de) « Picasso und Cranach der Ältere : Kunst als Lebenskraft », Cranach. Gemälde aus Dresden, (catalogue de l'exposition), Chemnitz, Kunstsammlungen, Cologne, Wienand Verlag, 2005, p. 64-76  (ISBN 3-8790-9876-X)
- « Préface », Les sculptures de Picasso. Photographies de Brassaï, Paris, Assouline, 2005, p. 1-3  (ISBN 2-8432-3790-4)
- (en) « Marie-Thérèse Walter and Pablo Picasso. New Insights into a Secret Love », Pablo Picasso and Marie-Thérèse Walter. Between Classicism and Surrealism, Munster, Graphikmuseum Pablo Picasso, (catalogue de l'exposition), Bielefeld, Kerber Verlag, 2004, p. 27-35  (ISBN 3-9366-4659-7)
- (en) « Introduction », The Sculptures of Pablo Picasso (catalogue de l'exposition), New York, Gagosian Gallery, 2003, n. p.  (ISBN 1-8801-5496-X)
- (en) « The Encounter of Pablo Picasso and Marie-Thérèse Walter (1927): Thoughts on a Historiographical Revision », Picasso et les femmes, (catalogue de l'exposition), Chemnitz, Kunstsammlungen, Cologne, 2002, p. 162-171  (ISBN 3-8321-7268-8)

#### Sur d'autres artistes
- « PascALEjandro ou le troisième artiste », PascALEjandro, L'androgyne alchimique (catalogue de l'exposition), Paris, Actes Sud, 2017, p. 249-257
- (en) « Dicknose in Paris, a Masquerade in Paris », The Dangerous Book Four Boys. James Franco, (catalogue de l'exposition), AIR, New York, Skira Rizzoli, 2012, p. 57-59  (ISBN 0-8478-3813-7)
- « Autoportrait Houellebecq », "Zeitgeist", no 1, 2011, n. p.
- (en) « The Drawing From Drawn Blank (1989-1992). The Inspiration of the Poet », Bob Dylan. The Drawn Blank Series, Chemnitz, Kunstsammlungen, Munich, Prestel, 2007, p. 134-139  (ISBN 3-7913-3943-5)

## Décoration
- Officière de l'ordre des Arts et des Lettres. Nommée par Rima Abdul-Malak en 2022[35]. Chevalière en 2017[36].